# Vendetta (film 1937)
Vendetta (They Won't Forget) è un film del 1937 diretto da Mervyn LeRoy.

## Trama
Ispirato a un vero fatto di cronaca, l'accusa di omicidio rivolta contro Leo Frank (e inizialmente anche contro un "negro"), il film riprende il tema già analizzato in Furia di Fritz Lang (cui fu offerta invano la regia), ovvero quello della colpa e della giustizia. Un uomo di colore viene accusato di aver ucciso una donna bianca, il ragazzo verrà processato e prosciolto dalle accuse, nonostante ciò verrà linciato dalla folla.

## Produzione
Prodotto dalle società First National Pictures e Warner Bros. Pictures (utilizzando il nome di Warner Bros. Pictures Inc.)

## Riconoscimenti
Nel 1937 il National Board of Review of Motion Pictures l'ha inserito nella lista dei migliori dieci film dell'anno.

## Distribuzione

### Data di uscita
Il film venne distribuito in varie nazioni, fra cui:
- Stati Uniti d'America, They Won't Forget 14 luglio 1937
- Francia, La ville gronde! 1º dicembre 1937
- Finlandia, Olen syytön 23 gennaio 1938
- Danimarca, Justitsmord 28 marzo 1938

## Accoglienza

### Critica
La pellicola viene raccontata con un «ritmo incalzante», la critica definisce questo film come il capolavoro della carriera del regista Mervyn LeRoy.